# سیارک ۲۶۵۸
سیارک ۲۶۵۸ (به انگلیسی: 2658 Gingerich، نامگذاری:1980CK) دو هزار و ششصد و پنجاه و هشتمین سیارک کشف شده‌است که در ۱۳ فوریه ۱۹۸۰ کشف شد.
قدر مطلق سیارک برابر ۱۲٫۴۰ است.